# Blue Suede Shoes (1980)
Blue Suede Shoes ist ein englischer Musikdokumentarfilm über das Rockabilly-Revival des Kameramanns Curtis Clark aus dem Jahr 1980, der bei seinem Langfilmdebüt als Regisseur die Kameraführung Roger Deakins überließ. Seine Premiere hatte der Film am 8. September 1980 auf dem Toronto International Film Festival.

## Inhalt
Der Film beginnt mit zeitgenössischen Film- und Zeitungsausschnitten, welche die Tumulte der Fans bei der Aufführung des Films Außer Rand und Band sowie bei der Anreise und dem Konzertauftritt Bill Haleys 1957 in Großbritannien zeigen.
Im folgenden Radioreport wird vom 1. Rock ’n’ Roll Weekender 1979 in Caister bei Great Yarmouth berichtet, anschließend wird die Anreise der Teddy Boys und Fans gezeigt. Interviews, Konzertausschnitte, Tanzszenen und -wettbewerb sowie Momentaufnahmen während des Konzertes geben einen Einblick über das Geschehen vor Ort.

## Musik
In den Konzertausschnitten vom Weekender treten die folgenden Künstler auf:
- Ray Campi and His Rockabilly Rebels
- Matchbox
- Freddie Fingers Lee
- Flying Saucers
- Crazy Cavan & The Rhythm Rockers

Die Konzertaufnahmen von Bill Haley stammen aus 1979 von einem Auftritt im Royalty Ballroom, London.
Zusätzlich wurden folgende historische Filmaufnahmen in den Film eingearbeitet:
- Tommy Steele: Elevator Rock
- Cliff Richard: Turn me loose
- Billy Fury: Don’t Knock Upon My Door
- Gene Vincent: Baby Blue
- Eddie Cochran: Teenage Heaven

## Veröffentlichung
Der Film wurde seinerzeit als VHS veröffentlicht. Seit 2016 liegt eine DVD vom britischen Verlag Screenbound vor.